# Chirostoma riojai
Chirostoma riojai är en fiskart som beskrevs av Solórzano och López, 1966. Chirostoma riojai ingår i släktet Chirostoma och familjen Atherinopsidae. Inga underarter finns listade i Catalogue of Life.